# Massaker von Leština
Das Massaker von Leština war ein durch ein deutsches Endphaseverbrechen ausgelöster Pogrom an deutschen Zivilisten in der tschechoslowakischen Gemeinde Leština (dt. Lesche) am 9. Mai 1945.

## Geschichte
Am 7. Mai 1945 fuhr eine Kolonne der Wehrmacht auf der Flucht von der Roten Armee durch das Dorf Lesche im Sudetenland und wurde dabei beschossen. Dabei soll ein Wehrmachtsangehöriger getötet worden sein. Eine herbeigerufene Einheit der Waffen-SS rückte am gleichen Tage zu einer Strafexpedition in Lesche ein und verschleppte fünf männliche Bewohner des Dorfes. Diese wurden nach Folter zehn Kilometer von ihrem Heimatort auf einer Wiese bei Steinmetz erschossen.
Nach dem Ende des Zweiten Weltkrieges wurde am 9. Mai 1945 in Leština das Schicksal der Verschleppten bekannt. Verwandte fuhren zum Ort der Hinrichtung und holten die Leichen zur Bestattung nach Leština zurück. Dabei gerieten sie in Pogromstimmung und erschlugen auf der Rückfahrt einen deutschen Straßenwärter mit einem Spaten. Anschließend begannen Bewohner von Leština einen Rachezug gegen ihnen bekannte Deutsche in den umliegenden Dörfern. Dabei fielen sie u. a. in das anderthalb Kilometer südöstlich gelegene Vitošov ein und ermordeten, verstümmelten und verschleppten wahllos Angehörige der deutschen Volksgruppe, zumeist Arbeiter aus dem Kalkbrüchen und der Mechanischen Weberei F. Schmeiser. Der Mobzug kehrte am selben Tage mit 16 deutschen Gefangenen nach Leština zurück. Anschließend steinigten und erschlugen die Bewohner von Leština ihre Opfer und vergruben sie auf einem Feld.
Im Mai 2000 wurden die Opfer des Pogroms exhumiert. Eine gerichtliche Belangung der Täter erfolgte nicht. Das Massaker wurde 2008 in dem Dokumentarfilm Kde se valí kameny (Wohin die Steine rollen) aufgearbeitet.